# Wasechun-Tashunka
Wasechun-Tashunka (także Wašíčuŋ Tȟašúŋke, dosł. „Amerykański Koń”; ur. 1840, zm. 16 grudnia 1908) – wódz Indian Dakotów Oglala (nie mylić z Amerykańskim Koniem o przydomku Żelazna Tarcza).

## Życiorys

### Pochodzenie
Syn Siedzącego Niedźwiedzia, również przez jakiś czas nazywanego Amerykańskim Koniem oraz nieznanej z imienia matki. Jego miejsce urodzenia nie jest znane.

### Kontrowersje
Nazwa American Horse (Amerykański Koń) ma złożoną historię. Oprócz dwóch niespokrewnionych przywódców Oglali, którzy żyli w tej samej epoce, Siedzący Niedźwiedź (ojciec) mógł być również nazywany tym imieniem, podobnie jak przynajmniej jeden z wodzów Szejenów. Amerykański Koń starszy, znany jako Żelazna Tarcza lub Żelazne Pióro, urodził się około 1830 r. i zyskał reputację wojownika i przywódcy, prawdopodobnie uczestnicząc w klęsce George'a Armstronga Custera, zanim zginął w bitwie pod Slim Buttes 9 września 1876 r. Amerykański Koń młodszy jest uważany obecnie za najbardziej znaną osobę noszącą to imię.

### Dorosłość
Uczestniczył w pierwszej wojnie Czerwonej Chmury, później nie walczył. Mówca i dyplomata Dakotów. Towarzyszył wyprawom Czerwonej Chmury do Waszyngtonu; wziął udział w rewii Buffalo Billa. W 1889 r. wsparł rząd amerykański w przeprowadzeniu transakcji, w wyniku której Dakotowie stracili ponad połowę swoich ziem. Nie uczestniczył w Tańcu Duchów, dzięki czemu uniknął zapewne śmierci w masakrze nad strumieniem Wounded Knee 29 grudnia 1890 r. Zmarł w rezerwacie Pine Ridge.